# ゼメリング鉄道
ゼメリング鉄道（ゼメリングてつどう、Semmering Railway）は、オーストリアの首都・ウィーンの南西にあるゼメリング峠を通る、ヨーロッパで最初に国際標準軌間を採用した山岳鉄道。鉄道全体が世界遺産に登録されている。

## 概要
グロッグニッツ駅から途中ゼメリング駅を経由し、ミュルツツーシュラーク駅に至る。他の山岳鉄道同様、走行時の地勢の険しさや高低差も特筆に値する。ヨーロッパで最初に国際標準軌間を採用した山岳鉄道であり、鉄道自体も今なお稼働している。走行距離は全長41.825キロ、高低差は460メートルになる。建設期間は1848年から1854年までの6年間である。
ゼメリング鉄道の設計者カール・リッター・フォン・ゲーガは機関車の構造に最新の技術を用いることで、急勾配やカーブを克服した。軌道上には、14のトンネル、16の高架橋、100を超える石橋に11の鉄橋がある。また、土木工事（トンネル掘削・橋梁架構など）に際しては、自然との調和が重要な課題とされており、このことが世界遺産登録について大きく評価された。
ゼメリング鉄道を含む路線は、首都・ウィーンと、オーストリア南部の都市（グラーツ、クラーゲンフルト、フィラッハ）・国外の都市（イタリアのヴェネツィア、スロベニアの首都・リュブリャナ、クロアチアの首都・ザグレブ）とを結ぶ、オーストリア連邦鉄道 (ÖBB) の重要幹線の一つである。このためゼメリング鉄道は、開業時とは異なり電化こそされているものの、開業から150年以上が経過し、世界遺産に登録された現在でも現役であり、上記の都市を結ぶ特急列車が1時間間隔で通過するほか、イタリアの首都・ローマとを結ぶ夜行列車や、多数の貨物列車も通過する。
2027年以降の開業を目指してゼメリング鉄道のバイパスとして「ゼメリング・ベース・トンネル」を建設中である。完成後はウィーンと南部の都市グラーツ間の所要時間が約30分短縮されるほか、現在の路線では勾配のため複数の機関車を連結（重連）して運転している重量貨物列車を機関車1両で運行できるようになるという。

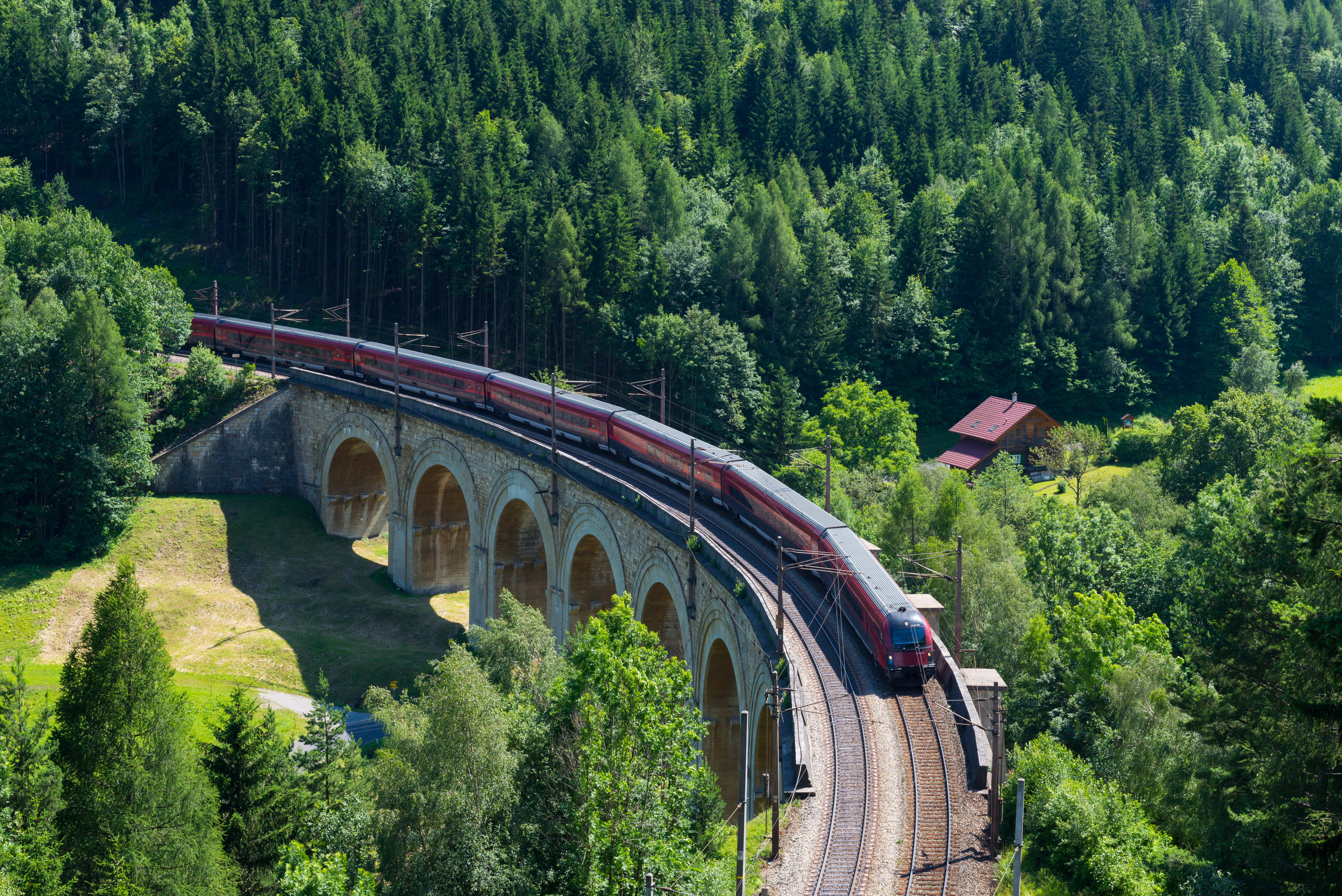
1116形機関車によるÖBB-Railjetが走る

## 登録基準
この世界遺産は世界遺産登録基準のうち、以下の条件を満たし、登録された（以下の基準は世界遺産センター公表の登録基準からの翻訳、引用である）。
- (2) ある期間を通じてまたはある文化圏において、建築、技術、記念碑的芸術、都市計画、景観デザインの発展に関し、人類の価値の重要な交流を示すもの。
- (4) 人類の歴史上重要な時代を例証する建築様式、建築物群、技術の集積または景観の優れた例。